# Edward Piech
Edward Piech (* 16. Februar 1959 in Goszczanowiec) ist ein ehemaliger polnischer Radrennfahrer und nationaler Meister im Radsport.

## Sportliche Laufbahn
Piech war vor allem im Querfeldeinrennen (heutige Bezeichnung Cyclocross) aktiv.
Zwölfmal nahm er an den UCI-Cyclocross-Weltmeisterschaften teil, sein bestes Ergebnis war der 4. Platz 1990. 1980 wurde er 11., 1981 26., 1982 13., 1983 19., 1984 21., 1985 22., 1986 33., 1988 34., 1989 14., 1991 29. und 1992 28. 
1988 und 1990 gewann er den nationalen Titel im Querfeldeinrennen. 1987 und 1989 wurde er jeweils Vize-Meister. 1983 wurde er Dritter.